# Bonnay (Doubs)
Bonnay és un municipi francès situat al departament del Doubs i a la regió de Borgonya - Franc Comtat. L'any 2007 tenia 723 habitants.

## Demografia

### Població
El 2007 la població de fet de Bonnay era de 723 persones. Hi havia 267 famílies de les quals 50 eren unipersonals (21 homes vivint sols i 29 dones vivint soles), 93 parelles sense fills, 110 parelles amb fills i 14 famílies monoparentals amb fills.
La població ha evolucionat segons el següent gràfic:
Habitants censats

### Habitatges
El 2007 hi havia 293 habitatges, 272 eren l'habitatge principal de la família, 11 eren segones residències i 10 estaven desocupats. 264 eren cases i 29 eren apartaments. Dels 272 habitatges principals, 238 estaven ocupats pels seus propietaris, 30 estaven llogats i ocupats pels llogaters i 4 estaven cedits a títol gratuït; 2 tenien dues cambres, 19 en tenien tres, 58 en tenien quatre i 193 en tenien cinc o més. 247 habitatges disposaven pel capbaix d'una plaça de pàrquing. A 83 habitatges hi havia un automòbil i a 175 n'hi havia dos o més.

### Piràmide de població
La piràmide de població per edats i sexe el 2009 era:
| Homes | Edats   | Dones |
| ----- | ------- | ----- |
| 4     | 95 o +  | 0     |
| 0     | 90 a 94 | 4     |
| 0     | 85 a 89 | 4     |
| 0     | 80 a 84 | 4     |
| 12    | 75 a 79 | 24    |
| 8     | 70 a 74 | 8     |
| 8     | 65 a 69 | 4     |
| 16    | 60 a 64 | 16    |
| 24    | 55 a 59 | 8     |
| 20    | 50 a 54 | 16    |
| 36    | 45 a 49 | 32    |
| 48    | 40 a 44 | 40    |
| 16    | 35 a 39 | 32    |
| 16    | 30 a 34 | 20    |
| 4     | 25 a 29 | 16    |
| 20    | 20 a 24 | 16    |
| 40    | 15 a 19 | 20    |
| 24    | 10 a 14 | 40    |
| 12    | 5 a 9   | 44    |
| 8     | 0 a 4   | 8     |

## Economia
El 2007 la població en edat de treballar era de 480 persones, 366 eren actives i 114 eren inactives. De les 366 persones actives 342 estaven ocupades (175 homes i 167 dones) i 23 estaven aturades (11 homes i 12 dones). De les 114 persones inactives 50 estaven jubilades, 42 estaven estudiant i 22 estaven classificades com a «altres inactius».

### Ingressos
El 2009 a Bonnay hi havia 297 unitats fiscals que integraven 801,5 persones, la mediana anual d'ingressos fiscals per persona era de 20.035 €.

### Activitats econòmiques
Dels 9 establiments que hi havia el 2007, 1 era d'una empresa extractiva, 2 d'empreses de construcció, 1 d'una empresa de comerç i reparació d'automòbils, 1 d'una empresa de transport, 1 d'una empresa immobiliària, 2 d'empreses de serveis i 1 d'una empresa classificada com a «altres activitats de serveis».
Els 2 serveis als particulars que hi havia el 2009 eren lampisteries.
L'any 2000 a Bonnay hi havia 7 explotacions agrícoles que ocupaven un total de 351 hectàrees.

## Poblacions més properes
El següent diagrama mostra les poblacions més properes.